# Silenemeeldauw
Silenemeeldauw (Erysiphe buhrii) is een echte meeldauw die behoort tot de familie Erysiphaceae. Het komt voor op planten uit de familie Caryophyllaceae. 

## Kenmerken
Conidia zijn solitair, lang-elliptisch, zonder fibrosine-lichaampjes. Cleistothecia hebben 4 tot 10 asci die elk 3 tot 5 sporen bevatten. 